# Mendocino Headlands State Park
Mendocino Headlands State Park is een staatspark van de Amerikaanse staat Californië. Het natuurreservaat ligt rond het dorp Mendocino in Mendocino County, zo'n 210 kilometer ten noordnoordwesten van San Francisco. Het omvat 1,4 km² aan onbebouwde kliffen, eilandjes en stranden en 30 km² aan weerszijden van de rivier Big River, stroomopwaarts van Mendocino. Het park werd in 1974 opgericht uit bezorgdheid om toenemende bebouwing op de kliffen. De Big River Unit werd in 2002 aan het park toegevoegd en omvat het grootste estuarium van Noord-Californië dat nog onaangeroerd is. Tot 1927 werden hier kustmammoetbomen (Sequoia sempervirens) gekapt; sindsdien is een deel van het reservaat secundair sequoiabos. Ten zuiden van de Big River Unit ligt nog een gebied beschermd door de Save the Redwoods League met sequoia-oerbos.